# Rusa I
Rusa I (fl. VIII secolo a.C.) è stato un re di Urartu. Regnò all'incirca dal 734 al 714 a.C.
Usurpò il trono in un momento critico per Urartu, dopo le sconfitte inflitte a Sarduri III (o Sarduri II, la cui successione non è chiara) dal re assiro Tiglatpileser III. Si attivò in campo religioso con diverse riforme. Cercò di tener testa all'Assiria, anche attraverso alleanze con i Mannei e i Frigi, ma fu pesantemente sconfitto, prima dai Cimmeri e poi dal re assiro Sargon II.
Il sostegno dato da Urartu agli Stati neo-ittiti rappresentò in quel periodo una spina nel fianco per gli Assiri. Urartu esercitava un'influenza diretta su territori a contatto con l'Assiria, come Muṣaṣir (ai tempi importante centro religioso urarteo) e Gilzanu. Il rapporto con i Mannei aveva sottratto agli Assiri una importante fonte di approvvigionamento di cavalli.
Sargon decise così di attaccare in forze Urartu con la sua "ottava campagna" (714 a.C.). Oltre alla sua intrinseca importanza politico-militare, questa campagna è rilevante perché di essa lo stesso Sargon ci ha dato un resoconto in forma di lettera al dio Assur. Sargon riuscì a riprendere i Mannei sotto il proprio controllo e a saccheggiare Muṣaṣir, punendo Rusa e i suoi alleati, in particolare il regno di Zikirtu. Stando alla lettera di Sargon, Rusa si sarebbe a questo punto suicidato. Oltre che nella lettera ad Assur, l'ottava campagna è raccontata da bassorilievi nel palazzo di Khorsabad.
I successivi re Rusa II e Rusa III dovettero governare su un territorio ormai fortemente ridimensionato, peraltro sotto la pressione degli Sciti a nord.